# 斯諾夫揚卡
51°33′28″N 31°34′9″E / 51.55778°N 31.56917°E

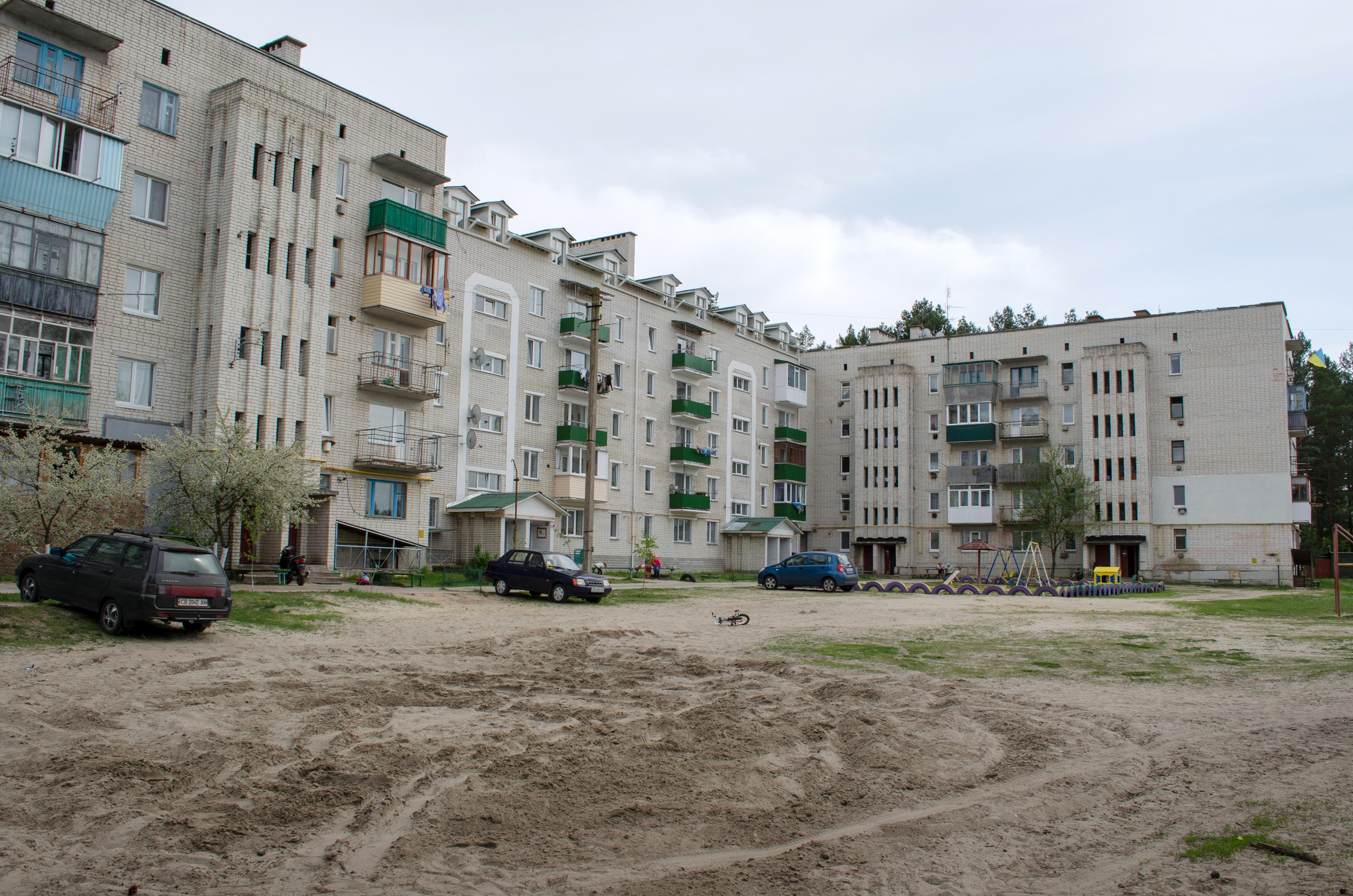

斯諾夫揚卡（烏克蘭語：Снов'янка），是烏克蘭北部切爾尼希夫州切爾尼希夫區基塞利夫卡市镇的村落。始建於1641年，面積0.49平方公里，海拔高度122米，2001年人口626，人口密度每平方公里1,288.1人。